# Doppelter Einsatz
Doppelter Einsatz è una serie televisiva tedesca di genere poliziesco, ideata da Michael Arnál e Xao Seffchequ come adattamento della serie televisiva statunitense New York New York (Cagney & Lacey) e prodotta dal 1994 al 2007 da Studio Hamburg Filmproduktion  Protagoniste della serie sono le attrici Despina Pajanou, Eva Scheurer, Sylvia Haider e Eva Herzig; altri interpreti principali sono Felix Theissen, Jürgen Schornagel, Gerhard Garbers, Jockel Tschiersch e Hans-Jürgen Janza.
La serie, trasmessa da RTL Television, si compone 13 stagioni per un totale di 86 episodi, della durata di 45 (dalla prima alla terza stagione) e poi di 90 minuti (dalla quarta alla tredicesima stagione) ciascuno. Il primo episodio, intitolato Schichtwechsel, fu trasmesso in prima visione il 20 settembre 1994; l'ultimo, intitolato Belinda N° 5; l'ultimo, fu trasmesso in prima visione il 31 luglio 2007.

## Trama
Sabrina Nikolaidou è commissario capo di un distretto di polizia del quartiere St. Pauli di Amburgo. La donna è affiancata inizialmente da Vicky Siebert, in seguito uccisa in servizio e quindi sostituita da Eva Lorenz.
Dopo la morte di quest'ultima, pure lei uccisa in servizio, la nuova partner della Nikolaidou è Caroline Behrens.